# Elisabeth von Wetzikon
Elisabeth von Wetzikon, född 1235, död 1298, var en schweizisk abbedissa. Hon var abbedissa av Fraumünster kloster i Zürich mellan 1270 och 1298, under klostrets storhetstid. Under denna period hade klostret politiska befogenheter över staden Zürich, och hon hade fullmakt att utnämna stadens borgmästare, fungera som dess högsta domare och samla in dess skatter. 